# طاهر البكري
طاهر البكري شاعر تونسي من مواليد سنة 1951 بمدينة قابس، يقطن بفرنسا منذ سنة 1976.

## دواوينه
صدر للطاهر ديوانين باللغة العربية و هما:
- مذكرات الثلج و النار، 1997
- قصائد إلى سلمى، 1996

و مجموعة من الدواوين الأخرى باللغة الفرنسية.